# 大智彭氏家族石刻
大智彭氏家族石刻位于中国江西省安福县山庄乡大智村，刻于明正统十二年（1447年）至弘治十年（1497年）之间，2006年被列为第六批全国重点文物保护单位。
现存石刻散布在大智村南北一线约1千米的路边，均刻于天然的花岗岩石上，大致有四个集中分布点，由北至南依次为“垂钓台”石刻、“盘石”石刻、湖山时刻和磨形山石刻，共有石刻十五块三十六品六十五条，字体均为楷书，阴刻，可辨识文字5286个。彭氏家族时称“四代五进士”（彭贯、彭彦充、彭华、彭礼、彭夔），石刻的内容为彭氏家族与其亲朋好友所作，以唱和的诗作为多，还有墓志铭、墓表、拜谒题名等文体。这些石刻是目前中国所发现的唯一一处反映官宦家族乡间生活的石刻。